# جانمارکو کانجیانو
جانمارکو کانجیانو(زاده ۱۶ نوامبر ۲۰۰۱) یک بازیکن فوتبال اهل ایتالیا است که هم اکنون برای باشگاه فوتبال دلفینو پسکارا در پست مهاجم بازی می‌کند.